# دار التويتي (السدة)

تعديل مصدري - تعديل

دار التويتي هي إحدى قرى عزلة التويتي بمديرية السدة التابعة لمحافظة إب، بلغ تعداد سكانها 1156 نسمة حسب تعداد اليمن لعام 2004.
وتعتبر منطقة جغرافية تقع ضمن أرض الشعر الحميرية، وتحديداً في الناحية الشمالية الشرقية لمخلاف الشعر، والتويتي بمساحتها الكبيرة والتي تتوزع جغرافيا بين مناطق جبلية و(سفوحها) وبين وديان جميعها تعود للتويتي فالجبلية بقراها ووديانها وغير ذلك تسمى جبل التويتي، ووديانها وما اليها من قرى وغير ذلك يطلق عليها التويتي، وعزلة التويتي(الجبل والوادي) تقع شمال غرب مدينة السدة، يحدّها من الناحية الشمالية الغربية عزلة بني الحارث التابعة لمخلاف بعدان الحميري، ويحدها من الناحية الجنوبية الشرقية عزلة الزعلاء التابعة لمخلاف الشعر، ويحدها من الناحية الشمالية الشرقية مخلاف خبان وعمار الحميرية، ومن قرى التويتي (الجبل والوادي):الحبشي، ذي بقط، ذي شمار، ذي عسال، ذي محانط، ذي هبور، منزل غراب، يداخ (الحاير: أنور محمد-آثار وتاريخ خبان وعمار، مركز حمادي للنشر 2014م، ص 188).